# 土佐派
土佐派（とさは）とは、
- 日本画の流派の一つ。下記に詳述。

- 1890年に結成された自由党の中に存在した、旧土佐藩出身者による派閥。竹内綱や植木枝盛らがメンバーとして知られる。1891年の第1回帝国議会で党の方針に反して政府提出の予算案を支持した一件は「土佐派の裏切り」と呼ばれる。

## 流派解説
巨勢派の巨勢公望の門人春日基光を遠祖とし、数々の名手を世に送り出した流派。
本画派は、純日本的ないわゆる大和絵の伝法を樹立し、14世紀南北朝時代の藤原行光を祖とし、室町時代のおよそ200年の長きにわたって朝廷の絵所を世襲し、伝統と権勢を誇った。特に土佐光信の時代には、宮廷や将軍家と密接な関係をもち、最盛期といえる。しかし、室町時代末期、光信直系の孫土佐光元が但馬攻めで戦死したことにより絵所領職を失ってしまう。織豊政権の頃より狩野派の躍進を受け土佐派の勢いは減速し桃山時代に門人土佐光吉が堺に拠点を移し一時は狩野派の下請け業者同然にまで衰退するも、江戸時代光吉の後継者土佐光則がその子土佐光起と共に京都に戻り、承応3年（1654年）光起が絵所領に復帰。流派は再興され、以後幕末までその地位を維持した。また、光吉、光則の門人である住吉如慶は江戸に行き住吉派をたて、子の住吉具慶の時に幕府の御用絵師となり、土佐派と同様に幕末まで続いた。光起は従来の土佐派の画風に加え唐絵や狩野派・琳派の技法を取り入れるなど新たな表現手法を積極的に用いていた。しかし光起・具慶以後は、新規の画題や表現に取り組むことはあまりなかった。
丁寧で繊細な作風が特徴である。土佐派は朝廷の御用絵師という立場上、浮世絵に対し否定的だったが、浮世絵師にとって土佐派が描く日本の伝統的なモチーフは、画題や様式の基盤であり、浮世絵を正統たらしめる大義、拠り所であった。岩佐又兵衛は土佐光信末流と記しており、菱川師宣も他の流派にならんで土佐派を学んだことに言及している。

## 流派の由来
- 源氏物語絵巻の筆者として名高い春日隆能の孫、春日経隆が、奈良を去って、京都に移り朝廷に仕えて、土佐権守に任じられたことに由来する。
- 春日経隆が奈良を去るまでは春日派と呼ばれることもあるが、経隆の後はみな土佐を氏としたとされる。しかし、土佐の呼称の文献上の初出は15世紀前半の土佐行広からである。

## 特筆すべき分系統
- 隆信系　※一名、法性寺系。藤原隆信を祖とする。著名な名手に、鳥羽僧正がいる。

など

## 派生流派
- 住吉派

など
【春日派・土佐派歴代】
- 藤原基光（春日基光）　土佐派初世。11世紀の宮廷絵師。『続本朝画史』では藤原頼成（具平親王の落胤で、藤原伊祐の養子）の子。『地下家伝』『扶桑画人伝』『図画考』などでは藤原清隆（父は藤原隆時、祖父は藤原清綱、曾祖父は藤原頼成）の子。巨勢公望の門人に学ぶ。内匠頭に任じられる。子の珍海は、平安後期の画僧として知られる。
- 藤原隆能（春日隆能）　土佐派２世。『本朝画史』では藤原清隆（父は藤原隆時、祖父は藤原清綱、曾祖父は藤原頼成）の子。『地下家伝』では藤原清綱（藤原頼成の子）の子。宮中絵所預の始まり。正五位下、主殿頭に任じられる。『源氏物語絵巻』の作者とされる。
- 藤原隆親（春日隆親）　土佐派３世。『本朝画史』『地下家伝』では隆能の子。従五位下、備前守、伊勢守に叙任され、宮中絵所預となる。晩年には従四位下、中務少輔に受任される。
- 藤原光長（常盤光長・土佐光長）　土佐派４世。『扶桑画人伝』『図画考』では隆親の子、『本朝画史』では邦隆の子、『地下家伝』では経隆の子とされる。12世紀後半，後白河上皇のもとで，『年中行事絵巻』『伴大納言絵詞』を描く。
- 藤原経隆（土佐経隆）　土佐派５世。『扶桑画人伝』『図画考』では光長の子、『地下家伝』では隆親の子。『本朝画史』には父親の記載はない。宮中絵所預。従四位上まで昇叙し、土佐権守、中務少輔を歴任する。土佐派の由来となる”土佐守”のはじまり。鎌倉中期の絵巻『西行物語絵巻』は経隆の作と伝わる。
- 藤原邦隆（土佐邦隆）　土佐派？世。経隆の長子。宮中絵所預となる。鎌倉末期の絵巻『法然上人絵伝』の作者とされる。
- 藤原長隆（土佐長隆）　経隆の次子。一説には『蒙古襲来絵詞』の作者とされる。
- 藤原吉光（土佐吉光）　土佐派？世。経隆の第三子。宮中絵所預。鎌倉末期の絵巻『法然上人絵伝』の作者の１人とされる。
- 藤原光秀（土佐光秀）　土佐派？世。邦隆の子。吉光に養育される。従五位下、飛騨守に任じられる。
- 藤原光正（土佐光正）　土佐派？世。吉光の次男。鎌倉時代末期の画家。光秀の嗣子となり宗家を継承。越前守となる。
- 藤原隆相（土佐隆相）　長隆の長子。一説には『伊勢新名所絵歌合』『男衾三郎絵詞』とされる。
- 藤原長章（土佐長章）　土佐派？世。長隆の次子。鎌倉時代末期から南北朝の画家。光正の嗣子となり宗家を継承し、従五位下、越前守（一説に越前権守）に任じられる。
- 藤原光顕（土佐光顕）　土佐派？世。光正の子。南北朝の画家。宗家を継ぎ宮中絵所預となり、従五位下、越前守に任じられる。
- 藤原行光（土佐行光）　土佐派？世。延文六年(1361)宮中絵所預となる。従四位下にして左近衛将監、大蔵少輔を歴任。
- 土佐光重　土佐派？世。行光の長子。明徳元年(1390)宮中絵所預となる。正五位下、越前守に任じられる。
- 土佐行秀　土佐派？世。行光の次子。応永二十年(1413)宮中絵所預となる。正五位下から従四位上に昇叙し、修理亮、大蔵少輔等を歴任。
- 土佐光国　土佐派？世。永享5年(1433)宮中絵所預となる。応永21年(1414)の「融通念仏縁起絵巻」作者の１人とされる。従五位下、備後守。剃髪をして法眼。
- 土佐広周　土佐派9世。行秀の次子。永享十一年(1439)宮中絵所預となる。後に室町幕府に渡り絵師職として活躍する。彼の子で後継者の行定は延徳二年(1491)を最後にその消息は途絶え、広周の幕府関係の料所は11世光信に継承された。従五位上弾正忠に叙任。
- 土佐光弘　土佐派10世。行秀の長子。嘉吉三年(1443)宮中絵所預となる。従五位下中務丞に叙任。
- 土佐光信　土佐派11世。光弘の子。文明元年(1469)宮中絵所預となる。延徳三年(1491)ごろに幕府絵師職を継承し土佐派の家系を統一、土佐派を確立させた。正五位下から従四位下に昇叙し、右近衛将監、刑部大輔等を歴任。
- 土佐光茂　土佐派12世。光信の子。従五位下から従四位下に昇叙し、左近衛将監、刑部大輔等を歴任。
- 土佐光元　土佐派13世。光茂の長子。従五位下左近衛将監。織田信長に仕え、羽柴秀吉の但馬攻めの陣中にて戦死。享年40とも。
- 土佐光吉　土佐派14世。光茂の次子とされるが、門人説が有力。従五位下左近衛将監。
- 土佐光則　土佐派15世。光吉の子。無位無官。
- 土佐光起　土佐派16世。土佐派中興の祖。元和3年(1617)、光則の子として生まれる。承応3年（1654）途絶していた宮中絵所預となり、土佐家を再興。従五位下左近衛将監。出家して法橋、法眼等を歴任。元禄4年(1691)9月25日死去。
- 土佐光成　土佐派17世。光起の長子。正六位下から従五位下に昇叙し、左近衛将監、刑部権大輔等を歴任。
- 土佐光祐　土佐派18世。延宝3年(1675)、光成の子として生まれる。正六位下左近衛将監。宝永7年(1710)7月9日死去
- 土佐光芳　土佐派19世。光祐の子。従六位下から正五位下に昇叙し、右近衛将監、左近衛将監、大蔵少輔、弾正少忠、左京少進等を歴任。
- 土佐光淳　土佐派20世。享保19年(1734)、光芳の子として生まれる。家督を継ぎ、従六位上から従五位下に昇叙し、左近衛将監、内蔵少属、内蔵大允等を歴任。明和元年(1764)12月6日死去
- 土佐光時　土佐派21世。光淳の子。従六位上から従四位下に昇叙し、左近衛将監、伯耆守等を歴任。
- 土佐光禄　土佐派22世。寛政6年(1794)、光時の子として生まれる。従六位上から従四位下に昇叙し、上野介、左近衛将監、三河守等を歴任。
- 土佐光文　土佐派23世。光芳の子光貞の光孚の次男。宗家を継ぐ。従六位上から従五位上に昇叙し、肥後介、左近衛将監等を歴任。嘉永2年(1849)9月16日死去。
- 土佐光章　土佐派24世。嘉永元年(1848)、光文の子として生まれる。伊予介、左近衛将監等を歴任。明治8年(1875)7月4日死去。
- 土佐光一　土佐派25世。明治5年(1872)、光章の長男として生まれる。東京美術学校を卒業。明治27(1894) 、第3回青年絵画共進会展で入選。明治40年から昭和10年まで旧制県立静岡中学校（現、県立静岡高等学校）に勤務。昭和15年。第6回静岡美術協会展覧会の委員長を務める。太平洋画会の会員となり、太平洋美術学校の講師を務める。昭和40年(1965)7月29日死去。

【別家】
- 土佐光貞　別家初代。本家十九代土佐光芳の次子。別家を創設する。従六位上から従四位上に昇叙し、内匠大属、左近衛将監、土佐守等を歴任。
- 土佐光孚　別家二代。光貞の子。従六位上から正五位下に昇叙し、豊前介、伊勢守、等を歴任。
- 土佐光清　別家三代。光孚の子。従六位上から正五位下に昇叙し、豊前介、伊勢守、土佐守等を歴任。